# KinnPorsche
KinnPorsche: The Series é uma série de televisão dramática de ação tailandesa de 2022 baseada em um web novel de mesmo nome da dupla de escritores Daemi. É estrelado por Phakphum Romsaithong (Mile) como Kinn e Nattawin Wattanagitiphat (Apo) como Porsche. A série segue Porsche, desesperado para ganhar dinheiro e cuidar de seu irmão mais novo, enquanto ele é atraído para o submundo da máfia por Kinn.
A série é dirigida por Kongkiat Komesiri (Khom), Krisda Witthayakhajorndet (Pond) e Banchorn Vorasataree (Pepsi). Ele estreou na Tailândia no One31 em 2 de abril de 2022, indo ao ar todos os sábados às 23:00 ICT, enquanto foi distribuído no Japão pela U-Next e mundialmente pela iQIYI. A versão completa sem cortes, chamada KinnPorsche: La Forte, foi ao ar uma hora depois no iQIYI.

## Elenco

### Protagonistas
- Phakphum Romsaithong (Mile) como Kinn Anakinn Theerapanyakun, o segundo filho e herdeiro presuntivo do ramo principal da família criminosa Theerapanyakun.
- Nattawin Wattanagitiphat (Apo) como Porsche Pachara Kittisawasd, bartender local e lutador subterrâneo.
  - Pasin Cahanding como jovem Porsche

### Coadjuvantes
- Wichapas Sumettikul (Bible) como Vegas Kornwit Theerapanyakun, o filho mais velho e herdeiro aparente do ramo secundário da família criminosa Theerapanyakun.
- Jakapan Puttha (Build) como Pete Phongsakorn Saengtham, chefe dos guarda-costas de Tankhun e companheiro de quarto de Porsche no complexo Theerapanyakun.
- Jeff Satur como Kim Kimhan Theerapanyakun, o irmão mais novo da estrela pop de Kinn que finge desinteresse pelos negócios da família, mas é secretamente tão cruel quanto seu pai e seu irmão.
- Tinnasit Isarapongporn (Barcode) como Porchay Pitchaya Kittisawasd, irmão mais novo de Porsche que está tentando entrar em um prestigiado programa de música na universidade.

### Participação especial

#### Pessoas ao redor de Porsche
- Patteerat Laemluang (Sprite) como Yok, a dona do bar HUM, onde Porsche era seu barman estrela.
- Touchchavit Kulkranchang (Ping) como Jom, amigo de Porsche.
- Pongsakorn Ponsantigul (Pong) como Tem, amigo de Porsche.
- Thanavate Siriwattanagul (Gap) como Arthee, tio de Porsche e Porschay viciado em jogos de azar.
- Sarucha Phongsongkul (Annita) como Namphueng Kittisawasd, mãe de Porsche e Porchay.

#### Pessoas ao redor de Kinn
- Nititorn Akkarachotsopon (Us) como Tay, amigo de Kinn que mantém um relacionamento com Time.
- Chalach Tantijibul (JJ) como Time, amigo de Kinn que mantém um relacionamento com Tay.
- Nutthasid Panyagarm (Notd) como Big, guarda-costas de Kinn que mais tarde é transferido para Kim.
- Nakhun Screaigh (Perth) como Ken, guarda-costas de Kinn.
- Naphat Vikairungroj (Na) como Tawan, ex-namorado de Kinn.

#### Família Principal Theerapanyakun
- Songsit Roongnophakunsri (Kob) como Korn Theerapanyakun, pai de Kinn e chefe da família Theerapanyakun. O irmão mais velho de Kun.
- Thanayut Thakoon-auttaya (Tong) como Tankhun Theerapanyakun, o excêntrico irmão mais velho de Kinn que sofre de PTSD e não quer mais governar a família.
- Asavapatr Ponpiboon (Bas) como Arm, guarda-costas de Tankhun e o mais experiente em tecnologia dos guarda-costas de Theerapanyakun.
- Yosatorn Konglikit (Job) como Pol, um dos guarda-costas de Tankhun.
- Peter Knight como Chan, guarda-costas de Korn e líder de todos os guarda-costas Theerapanyakun.

#### Família Menor Theerapanyakun
- Piya Vimuktayon (Ex) como Kun Theerapanyakun, irmão mais novo de Korn e tio de Kinn que está em desacordo com o principal ramo da família. Pai de Vegas e Macau.
- Nannakun Pakapatpornpob (Ta) como Macau Theerapanyakun, o segundo e mais novo filho do ramo secundário da família criminosa Theerapanyakun.

## Produção
Em setembro de 2020, a produtora Filmia anunciou que o web-novel KinnPorsche Story: Fierce Love, Finally Love (KinnPorsche Story: รักโคตรร้าย สุดท้ายโคตรรัก) seria adaptado para uma série de televisão. Depois de lançar um teaser trailer em janeiro de 2021, a Filmânia realizou uma conferência de imprensa e uma cerimônia de adoração tradicional para dar início ao projeto em março.
No início de julho de 2021, com as filmagens quase concluídas, a dupla de roteiristas Daemi do web-novel original anunciou sua saída da Filmânia devido a diferenças criativas. Vendo o potencial da série e os esforços do resto do elenco, o ator Phakphum Romsaithong, que havia sido escalado para o papel principal de Kinn, contatou sua amiga e diretora Krisda Witthayakhajorndet, que também foi uma executiva da produtora Be On Cloud. KinnPorsche foi posteriormente adquirido pela Be On Cloud, que anunciou que teria sofrido algumas alterações. No final de agosto de 2021, a nova produtora lançou um novo teaser e o título da série foi encurtado para KinnPorsche: The Series. Em novembro de 2021, foi realizada uma coletiva de imprensa onde o novo elenco foi oficialmente confirmado e uma colaboração com a banda de rock Slot Machine foi anunciada. Também em novembro, foi anunciado que KinnPorsche seria a primeira série original tailandesa da iQIYI.
Em março de 2022 foi anunciado que a iQIYI lançaria a versão sem cortes, chamada KinnPorsche: La Forte.
Romsaithong decidiu aparecer na série por achar que o tema gangster tinha muito potencial e para experimentar algo novo, enquanto Wattanagitiphat para desafiar uma série diferente das novelas.

## Episódios
| No. | Título        | Data de exibição original |
| --- | ------------- | ------------------------- |
| 1 | "Episódio 1"  | 2 de abril de 2022        |
| Depois que o primeiro grande acordo de Kinn com a máfia italiana termina em uma sangrenta perseguição nas ruas, ele encontra Porsche nos fundos do Hum Bar. Em uma troca rápida, Porsche concorda em ajudá-lo com seus perseguidores, mediante o pagamento de uma taxa. Depois de escapar, Kinn desiste do acordo e Porsche aceita seu relógio como pagamento. De volta para casa, Porsche descobre que os agiotas apareceram novamente. Porsche é o único cuidador de seu irmão mais novo, Porchay (Chay), fazendo malabarismos com os pagamentos da casa e da educação de seu irmão. Seu tio assume o controle enquanto Porsche segue para seu outro trabalho secundário como lutador underground, The Phoenix, para juntar algum dinheiro adicional. Enquanto isso, Kinn é pressionado por seu pai, Korn, para rastrear Porsche e lhe oferecer um emprego de guarda-costas. Kinn sequestra Porsche tentando intimidá-lo para aceitar o trabalho mas depois de uma briga acalorada Porsche rejeita a oferta e foge. Infelizmente, o tio de Porsche os afundou ainda mais em problemas financeiros, e Porsche descobre que aceitar a oferta de Kinn é a única maneira de manter seu irmão seguro e protegido. Ele deixa um bilhete para seu irmão, mentindo que aceitou o emprego dos sonhos, trabalhando como bartender em um bar de praia particular, antes de se juntar a Kinn no complexo da máfia. |               |                           |
| 2 | "Episódio 2"  | 9 de abril de 2022        |
| Porsche luta para se adaptar ao novo ambiente e às responsabilidades como guarda-costas de Kinn. Embora desprezado por Big e Ken, Porsche rapidamente se torna amigo de seu colega de quarto Pete. Porsche acidentalmente mata a carpa premiada de Tankhun, fazendo com que ele se torne protetor do jardim para não ser punido. Mais tarde, sua primeira missão é um desastre quando ele fica bêbado e um assassino quase mata Kinn. Depois que Porsche dá um soco em Macau quando ele chega muito perto do lago de carpas, Tankhun, encantado, toma Porsche como seu guarda-costas. |               |                           |
| 3 | "Episódio 3"  | 23 de abril de 2022       |
| Porsche apresenta Tankhun e seus guarda-costas ao Hum Bar. Pete, Arm e Pol apoiam mais o treinamento da Porsche do que Ken e Big, e as habilidades da Porsche se desenvolvem rapidamente. Porsche eventualmente fica entediado com as travessuras de Tankhun e se junta a Pete e Ken para escoltar Kinn. Embora extremamente desconfortável com a realidade dos negócios de Kinn, Porsche acaba levando um tiro por Kinn quando a reunião dá errado. Impressionado com a forma como Porche lidou com a situação, Kinn o ajuda com o ferimento. Naquela noite, Tankhun e seus guarda-costas levam Porsche para comemorar sua "recuperação" e Kinn se junta a ele. Um Kinn bêbado beija Porsche. |               |                           |
| 4 | "Episódio 4"  | 30 de abril de 2022       |
| Vegas visita a família principal para conversar sobre o próximo leilão de diamantes e almoça com Kinn e os guarda-costas, onde fica óbvio que ele está interessado em Porsche. Tankhun odeia a atenção que Porsche está recebendo e devolve o Porsche a Kinn. Com ciúmes de Porsche, Big o engana para que ele pegue Kinn em flagrante delito. No leilão de diamantes, Porsche é drogado com GHB, ou Gama Hidroxibutirato, uma droga para estupro, por ordem de Las Vegas. Porsche é sequestrado e Vegas tenta dar-lhe uma mordida amorosa como uma "lembrança" para deixar Kinn irritado. No entanto, Kinn e seus guarda-costas encontram Porsche, com Vegas escapando antes que algo aconteça. Ao tentar deixar Porsche sóbrio, Kinn cede aos seus desejos e tira vantagem dele. Enquanto isso, Porchay conhece Kim, que mantém em segredo seu interesse pela Porsche. |               |                           |
| 5 | "Episódio 5"  | 7 de maio de 2022         |
| Enquanto luta com os acontecimentos da noite anterior, Porsche é punido por se deixar drogar. Korn, irritado com a indiscrição de Kinn, dá a Porsche uma semana de folga para ele decidir sobre seu futuro. Kinn aprende isso com Pete, que também dá alguns conselhos sobre como Kinn pode conquistar Porsche. Kinn visita Porsche em casa, mas deixa seus guarda-costas para trás, fazendo com que ambos sejam sequestrados. Korn rastreia o telefone de Kinn e envia todos os guarda-costas para resgatá-los. Kinn e Porsche conseguem se libertar pouco antes de os guarda-costas causarem a colisão do caminhão em que estavam. Enquanto isso, Kim concorda em ser tutor de Porchay como forma de investigar Porsche. |               |                           |
| 6 | "Episódio 6"  | 14 de maio de 2022        |
| Depois de escapar do acidente, Kinn e Porsche ficam presos no deserto. Com o passar dos dias, eles aprendem a confiar um no outro e a se aproximar. Porsche indica que está disposto a retribuir os sentimentos de Kinn, mas o mafioso inicialmente se contém. Depois de compartilhar seus sonhos de vidas diferentes e ficar preso em uma caverna, Kinn explica que nunca dormiu com um guarda-costas antes e pede perdão a Porsche por tudo o que fez. Depois de escapar, Kinn diz a Porsche para ir para casa e viver uma vida normal. Quando os sequestradores finalmente os localizam, Porsche volta, mas Kinn leva um tiro por ele. |               |                           |
| 7 | "Episódio 7"  | 21 de maio de 2022        |
| Depois de ser resgatado pelos guarda-costas, Kinn está no hospital e Porsche lidera uma operação para descobrir a identidade dos sequestradores. Vegas invade a armação e promete ajudar a encontrar o culpado, em troca do Porsche. Kinn é forçado a concordar, mas faz Porsche prometer voltar para ele. Porsche e Vegas descobrem uma ligação entre uma das tríades menores e a máfia italiana. Kinn segue o conselho de seus amigos e se abre para Porsche, emprestando-lhe sua arma da sorte, mas Vegas revela o segredo obscuro de Kinn para Porsche. O ataque à operação da Máfia é um sucesso e Vegas organiza uma festa para comemorar. Durante a festa, as tentativas de Vegas de seduzir Porsche são interrompidas por Kinn. Porsche confronta Kinn sobre seu segredo e o tratamento que dispensa a ele; ao ver sua atitude genuinamente arrependida, Porsche consente com o sexo. Enquanto isso, Nota: iQiyi lançou uma "história paralela" no YouTube que preencheu a lacuna entre os episódios 6 e 7. Tankhun e os guarda-costas vigiam Kinn enquanto Vegas tenta conquistar Porsche. Quando Kinn acorda, ele e Porsche iniciam seu relacionamento compartilhando a cama de hospital de Kinn. |               |                           |
| 8 | "Episódio 8"  | 28 de maio de 2022        |
| Milagrosamente, as tentativas de Kinn e Porsche de manter seu relacionamento em segredo tiveram sucesso com os guarda-costas. Como nunca namorou ninguém, muito menos um homem, Porsche pede conselhos a Yok. Os planos excessivamente zelosos da Porsche para um dia perfeito são bem recebidos por Kinn. Porsche começa a sair com um homem estranho sempre que ele e Kinn estão juntos em público; após uma série de contratempos, Pete o identifica como o ex (falecido) de Kinn, Tawan. Enquanto isso, Kim investiga a morte dos pais de Porsche e Porchay e percebe que seus sentimentos por Porchay são mais complicados do que ele pensava. |               |                           |
| 9 | "Episódio 9"  | 4 de junho de 2022        |
| Tawan se oferece para identificar o inimigo da família principal em troca de proteção, mas também tenta reconquistar Kinn. Arm, tendo deduzido que Kinn e Porsche são um casal, ajuda este último a manter o controle sobre Tawan. Kinn incumbe Pete de monitorar Vegas, mas seus esforços são frustrados. Quando a tentativa de vigilância de Porsche é descoberta, Kinn se volta contra ele, enquanto Vegas faz uma oferta chocante. Enquanto isso, Porchay finalmente conta a Kim como se sente. |               |                           |
| 10 | "Episódio 10" | 11 de junho de 2022       |
| Kinn permite que Porsche fuja com Vegas. Porchay é sequestrado. Pete se disfarça para expor Vegas, mas é pego por Ken, que é um espião de Kun e trabalha com Vegas. É revelado que Tawan está por trás do sequestro de Porchay porque ele está apaixonado por Vegas. Kim consegue resgatar Porchay, mas Big se sacrifica por Porsche. Ao perceber que Vegas o abandonou, Tawan toma uma decisão mortal. Kun mata Ken, enquanto Pete é torturado por Vegas. |               |                           |
| 11 | "Episódio 11" | 18 de junho de 2022       |
| Kinn tenta libertar Porsche e é forçado a revelar seu relacionamento, para a alegria de Tankhun e dos guarda-costas. Korn remove Porsche do cargo de guarda-costas de Kinn, mas insiste que Porsche e Porchay se mudem para o complexo principal da família. Enquanto luta para se adaptar às circunstâncias, Chay descobre a verdade sobre Kim, cuja investigação sobre Porsche toma um rumo chocante. Vegas leva Pete para se esconder com ele, continuando sua tortura sádica. Eventualmente, porém, eles começam a se relacionar. |               |                           |
| 12 | "Episódio 12" | 25 de junho de 2022       |
| Porsche descobre a verdade sobre como foi chantageado para trabalhar para os Theerapanyakuns. Quando confrontado, Korn explica parte da verdade por trás do acidente que matou os pais de Porsche. Kinn, Porsche e Chay saem do complexo da família. Korn diz a Porsche onde encontrar o assassino de seus pais. Chay, ainda se recuperando da revelação de Kim, pula o teste e recorre às drogas e ao álcool; Kim fica frustrado ao tentar corrigi-lo. Enquanto isso, Pete decide ficar em Las Vegas ao ver o quão solitário e emotivo ele realmente é, e os dois fazem sexo. O tio de Porsche revela uma notícia chocante para Porsche. |               |                           |
| 13 | "Episódio 13" | 2 de julho de 2022        |
| Vegas desconta suas frustrações com Kun em Pete, que foge e retorna para a família principal no momento em que o histrionismo de Tankhun atinge o auge. Porsche convoca Vegas em sua busca por respostas, em troca da chance de pedir desculpas a Pete. Kim percebe que ama Chay. Porsche confronta Korn, que finalmente revela a chocante verdade sobre a ligação dos pais de Porsche com os Theerapanyakuns. |               |                           |
| 14 | "Episódio 14" | 9 de julho de 2022        |
| O conflito entre as famílias atinge o seu clímax quando Kinn, Porsche, Vegas, Pete, Kim e Chay devem decidir o que se passa nos seus corações. |               |                           |

## Trilha sonora original
Para a trilha sonora, KinnPorsche fez parceria com Slot Machine e o compositor Therdsak Chanpan.  A banda de rock tailandesa cantou duas músicas para a série, nomeadamente "PhiangWaichai" e sua versão em inglês "Free Fall", ambas produzidas por Thitiwat Rongthong de The Darkest Romance. A trilha sonora da série também apresenta "Why Don't You Stay" (แค่เธอ) de Jeff Satur, "This Song is Called You" (เพลงนี้ชื่อว่าเธอ) de Barcode Tinnasit Isarapongporn, e "Controversy" (ย้อนแย้ง) de Aek Season Five.

## Turnê mundial
Em 1º de junho de 2022, Be On Cloud anunciou que haveria uma KinnPorsche World Tour em colaboração com Live Nation Asia envolvendo 16 membros do elenco da série e a banda Slot Machine.
A estreia da turnê mundial em 24 e 25 de julho no Impact Arena em Bangkok teve dois shows esgotados com mais de 20.000 fãs presentes, e incluiu participações exclusivas de membros do elenco que não se inscreveram para o resto. do passeio. A parte asiática da turnê aconteceu entre setembro e outubro do mesmo ano em Cingapura (The Star Theatre, 8 de outubro), Seul (KBS Arena, 16 de outubro), Manila (SM Mall of Asia, 22 de outubro), e Taipei (Taipei International Convention Centre, 30 de outubro). Uma parada vietnamita, originalmente agendada para 28 de outubro no Phu Tho Indoor Stadium, na cidade de Ho Chi Minh, foi adiado em 22 de setembro e depois anunciado para 11 de fevereiro de 2023 no Centro de Convenções e Exposições de Saigon (SECC). Foi mais uma vez cancelado em 6 de fevereiro devido a ameaças contra os atores. A turnê realizou seu último show em Bangkok em 25 de fevereiro.
Ao longo da turnê, Be On Cloud carregou vídeos do Behind the Show em seu canal no YouTube, que documentaram a experiência do elenco na preparação e apresentação do show em cada parada da turnê.

## Recepção
Após o lançamento, KinnPorsche se tornou tendência mundial no YouTube, Instagram e Twitter após cada episódio, com os dois atores principais ganhando milhões de seguidores e estrelato global. O primeiro episódio liderou as paradas de streaming do iQIYI em 191 territórios.
A Rolling Stone India notou a atmosfera sombria, cruel e explícita, elogiando a química e as atuações do elenco. Alguns o apelidaram de a Euphoria do mundo BL,  e também foi elogiado por seu tema de ação. Foi apresentado na lista dos melhores dramas BL de 2022 da Teen Vogue por ser "um conto emocionante, exuberante e gigantesco de amor e pecado".

### Visualização
Na tabela abaixo, 
 representa as classificações mais baixas e 
 representa as classificações mais altas.
| Episódio No. | Intervalo de horário (UTC+07:00) | Data de transmissão | Parcela média de audiência |        |
| ------------ | -------------------------------- | ------------------- | -------------------------- | ------ |
| 1            | Sábado 23h00                     | 2 de abril de 2022  | 0.151%                     |        |
| 2            | 9 de abril de 2022               | 0.146%              |                            |        |
| 3            | 23 de abril de 2022              | 0.231%              |                            |        |
| 4            | 30 de abril de 2022              | 0.154%              |                            |        |
| 5            | 7 de maio de 2022                | 0.323%              |                            |        |
| 6            | 14 de maio de 2022               | 0.351%              |                            |        |
| 7            | 21 de maio de 2022               | 0.223%              |                            |        |
| 8            | 28 de maio de 2022               | 0.314%              |                            |        |
| 9            | 4 de junho de 2022               | 0.219%              |                            |        |
| 10           | 11 de junho de 2022              | 0.219%              |                            |        |
| 11           | 18 de junho de 2022              | 0.386%              |                            |        |
| 12           | 25 de junho de 2022              | 0.303%              |                            |        |
| 13           | 2 de julho de 2022               | 0.380%              |                            |        |
| 14           | 9 de julho de 2022               | 0.362%              |                            |        |
| Average      | Average                          | Average             | 0.314%                     | 0.314% |

Com base na parcela média de audiência por episódio.

## Prêmios e indicações
| Associações                          | Ano  | Categoria                                                          | Nomeações                                       | Resultado |
| ------------------------------------ | ---- | ------------------------------------------------------------------ | ----------------------------------------------- | --------- |
| Feed Y Capital Awards                | 2022 | Prêmio Série Y do Ano                                              | KinnPorsche: The Series                         | Venceu    |
| GQ Thailand Men of the Year Awards   | 2022 | Atores inovadores                                                  | Phakphum Romsaithong e Nattawin Wattanagitiphat | Venceu    |
| Kazz Awards                          | 2023 | Estrela Brilhante do Ano, Masculino                                | Tinnasit Isarapongporn                          | Venceu    |
| Kazz Awards                          | 2023 | Melhor Jovem do Ano                                                | Wichapas Sumettikul                             | Venceu    |
| MChoice Mint Awards                  | 2022 | Elenco inovador de 2022                                            | KinnPorsche: The Series                         | Venceu    |
| National Radio and Television Awards | 2023 | Prêmio de Melhor Série Y do Ano                                    | KinnPorsche: The Series                         | Venceu    |
| Nine Entertain Awards                | 2023 | Favorito do público                                                | Phakphum Romsaithong e Nattawin Wattanagitiphat | Indicados |
| Thailand Social Awards               | 2023 | Melhor desempenho de conteúdo em mídias sociais (série tailandesa) | KinnPorsche: The Series                         | Venceu    |
| TikTok Awards Thailand               | 2022 | Estrela em ascensão do ano                                         | Tinnasit Isarapongporn                          | Venceu    |
| YUniverse Awards                     | 2022 | Melhor Produção                                                    | KinnPorsche: The Series                         | Venceu    |
| YUniverse Awards                     | 2022 | Melhor OST de Série                                                | "Why Don't You Stay" (แค่เธอ) por Jeff Satur     | Venceu    |
| YUniverse Awards                     | 2022 | Melhor Ator Coadjuvante                                            | Songsit Roongnophakunsri                        | Venceu    |